# جری مالیگن
جِرالد جوزف "جری" مالیگَن (به انگلیسی: Gerald Joseph "Gerry" Mulligan) ‏(۶ آوریل ۱۹۲۷–۲۰ ژانویه ۱۹۹۶) یکی از موسیقیدانان سبک جاز آمریکا و متخصص سازبندی بود.
وی پیانو و کلارینت نیز می‌نواخت ولی محبوبیت او بیشتر در نوازندگی ساکسوفون نیمه‌بم (باریتون) بود.
او در چندین فیلم هم، به عنوان آهنگساز یا بازیگر حضور داشته‌است که از آن میان، می‌توان به بازی در فیلم «سگ‌دو» اشاره نمود.